# السيرة النبوية (مسلسل كرتوني)
السيرة النبوية هو مسلسل رسوم متحركة في صيغة ثنائية الأبعاد، قامت بإنتاجه شركة ماجيك سيليكشن الكويت - مصر.

## قصة المسلسل
تدور أحداث المسلسل حول سيرة الرسول الكريم صلى الله عليه وعلى آله وسلم في قالب مبسط وميسر يتناول وضع الجزيرة العربية الديني والعقائدي منذ ما قبل ولادة الرسول الكريم ثم توالي الأحداث مروراً بولادة النبي صلى الله عليه وعلى آله وسلم وأحداث البعثة ومن ثم الهجرة إلى المدينة المنورة حتى وفاته وظهور خاتمة الرسالات في الجزيرة. تنطلق أحداث المسلسل من أسرة صغيرة مكونة من أب وأم وجد كبير في السن وطفلين حيث يقوم الجد بسرد سيرة الرسول الكريم محمد صلى الله عليه وعلى آله وسلم على العائلة في حلقات متسلسلة.